# Марк Акуций
Марк Акуций (Marcus Acutius) е политик на Римската република през края на 5 век пр.н.е. Произлиза от фамилията Акуции.
През 401 пр.н.е. той е народен трибун заедно с още четири колеги: Публий Кураций,
Гай Лацерий, Марк Минуций и Гней Требоний.
Тази година консулски военни трибуни са Марк Фурий Камил, Кезо Фабий Амбуст, Луций Валерий Поцит, Гней Корнелий Кос Маний Емилий Мамерцин и Луций Юлий Юл.
Съ-автор e на закона lex Trebonia.